# Cardiff Castle
Cardiff Castle (walisisk: Castell Caerdydd) er en borg fra middelalderen og et victoriansk nygotisk landsted, der ligger i Cardiff, Wales. Den oprindelige motte and bailey-fæstning blev opført i slutningen af 1100-tallet af normannere oven på et romersk fort fra 200-tallet. Borgen blev enten bestilt af Vilhelm Erobreren eller Robert Fitzhamon, og den dannede hjertet af middelalderens Cardiff, og den var en del af Marcher Lord territoriet Glamorgan. I 1100-tallet blev borgen genopbygget i sten, sandsynligvis af Robert af Gloucester, med et keep og kraftige mure blev opført. Den blev udbygget yderligere af den 6. jarl af Gloucester i anden halvdel af 1200-tallet.
Cardiff Castle har gentagende gange været involveret i konflikter mellem waliserne og englænderne, og den blev angrebet adskillige gange i 1100-tallet, og i 1404 blev den stormet og erobret af Owain Glyndŵr under glyndwroprøret.